# Чучувая 2
Чучувая 2 (англ. Chuchuwayha 2) — індіанська резервація в Канаді, у провінції Британська Колумбія, у межах регіонального округу Оканаґан-Сімілкамін.

## Населення
За даними перепису 2016 року, індіанська резервація нараховувала 58 осіб, показавши скорочення на 23,7%, порівняно з 2011-м роком. Середня густина населення становила 2,7 осіб/км².
З офіційних мов обидвома одночасно не володів жоден з жителів, тільки англійською — 60. Усього 10 осіб вважали рідною мовою не одну з офіційних, з них 5 — одну з корінних мов.
Працездатне населення становило 50% усього населення, усі були зайняті.

## Клімат
Середня річна температура становить 6°C, середня максимальна – 21,2°C, а середня мінімальна – -12,5°C. Середня річна кількість опадів – 368 мм.
| Клімат поселення                              | Клімат поселення | Клімат поселення | Клімат поселення | Клімат поселення | Клімат поселення | Клімат поселення | Клімат поселення | Клімат поселення | Клімат поселення | Клімат поселення | Клімат поселення | Клімат поселення | Клімат поселення |
| Показник                                      | Січ.             | Лют.             | Бер.             | Квіт.            | Трав.            | Черв.            | Лип.             | Серп.            | Вер.             | Жовт.            | Лист.            | Груд.            |                  |
| Середній максимум, °C                         | 2,20             | 4,92             | 9,12             | 13,22            | 17,49            | 21,11            | 21,08            | 21,18            | 16,50            | 10,54            | 3,91             | −1,11            |                  |
| Середня температура, °C                       | −5,13            | −2,4             | 1,81             | 5,88             | 10,17            | 13,78            | 16,97            | 17,04            | 12,37            | 6,42             | −0,21            | −5,24            |                  |
| Середній мінімум, °C                          | −12,46           | −9,73            | −5,53            | −1,44            | 2,84             | 6,46             | 12,83            | 12,93            | 8,25             | 2,29             | −4,34            | −9,36            |                  |
| Норма опадів, мм                              | 38               | 24               | 20               | 21               | 36               | 42               | 34               | 32               | 24               | 22               | 35               | 40               |                  |
| Середньомісячна швидкість вітру, м/с          | 2.16             | 2.16             | 2.59             | 2.84             | 2.70             | 2.68             | 2.60             | 2.46             | 2.27             | 2.30             | 2.30             | 2.13             |                  |
| Середньомісячна сонячна радіація, кДж/м²·день | 3558             | 6879             | 11379            | 16283            | 19795            | 21565            | 22940            | 19717            | 14197            | 8146             | 3953             | 2769             |                  |
| --------------------------------------------- | ---------------- | ---------------- | ---------------- | ---------------- | ---------------- | ---------------- | ---------------- | ---------------- | ---------------- | ---------------- | ---------------- | ---------------- | ---------------- |
| Джерело:                                      |                  |                  |                  |                  |                  |                  |                  |                  |                  |                  |                  |                  |                  |